# Xylocoris cursitans
Xylocoris cursitans is een wants uit de familie van de bloemwantsen (Anthocoridae). De soort werd het eerst wetenschappelijk beschreven door Carl Fredrik Fallén in 1807.

## Uiterlijk
De kleine bloemwants is meestal kortvleugelig en kan dan 2 tot 2.5 mm lang worden, er zijn af en toe ook langvleugelige varianten, die worden iets langer. Zowel de kop als het halsschild en het scutellum zijn donkerbruin. De matte donkerbruine voorvleugels zijn bij de langvleugelige vorm lichter bij het driehoekige vlak langs het scutellum. Het doorzichtige, vliezige deel van de voorvleugels is grijs of wit. De antennes zijn geheel bruin. Van de pootjes zijn de dijen donker en de schenen lichter, soms geel. De voordij is duidelijk verdikt.

## Leefwijze
De soort overwintert als volwassen wants en als nimf en er zijn twee of zelfs meer generaties per jaar. De wolwassen dieren kunnen derhalve nagenoeg het hele jaar door worden waargenomen onder de schors van dode loof- en naaldbomen waar ze jagen op kleine keverlarven, springstaarten en tripsen.

## Leefgebied
De wants komt in Nederland algemeen voor op de hogere zandgronden en is zeldzaam in de duinen. Het verspreidingsgebied is Holarctisch.